# Margites sodalis
Margites sodalis là một loài bọ cánh cứng trong họ Cerambycidae.